# Talapa János
Talapa János (1966. január 2. –) labdarúgó, hátvéd.

## Pályafutása
Az MTK-VM csapatában mutatkozott az élvonalban 1986. november 1-jén a Bp. Honvéd ellen, ahol csapata 2–0-ra kikapott. 1986 és 1997 között 219 élvonalbeli bajnoki mérkőzésen szerepelt kék-fehér színekben és 14 gólt szerzett. Két-két alkalommal bajnok és magyar kupa-győztes lett a csapattal. 1998 tavaszán a Videoton játékosa volt.

## Sikerei, díjai
- Magyar bajnokság
  - bajnok: 1986–87, 1996–97
  - 2.: 1989–90
  - 3.: 1988–89
- Magyar kupa (MNK)
  - győztes: 1997, 1998